# Kraljevski paviljon u Brightonu
Kraljevski paviljon (engleski: Royal Pavilion) je egzotična neo-mogulska (indo-gotička) palača sa šarolikom poviješću u središtu Brightona. Isprva izgrađena kao kraljevski ljetnikovac, sadrži elemente indijske i kineske kulture. Još u 18. stoljeću na tom mjestu je stajala obična seoska kućica, no tadašnji regent, Đuro IV., je odlučio pretvoriti u nešto mnogo grandioznije.
U regentsko doba (Regency, 1811. – 1820.) engleske umjetnosti i kulture jedan od vodećih londonskih arhitekata bio je John Nash kojem je 1815. godine kralj Đuro dao skoro nemoguć zadatak izgradnje Kraljevskog paviljona. Đuro je itekako volio pokazivati svoju pretjeranu ljubav prema raskošnoj i nakičenoj umjetnosti što se može vidjeti i na samom primjeru Kraljevskog paviljona. Teško da postoji neki orijentalni element koji Nash nije upotrijebio u izgradnji Kraljevskog paviljona od 1815. do 1822. god. Kompleks sastavljen od kupole, tornja i minareta pokazuje utjecaj romantizma u eksterijeru paviljona. Ali, pretežno indijski izgled paviljona “narušen“ je islamskim minaretima i kineskim pagodama, elementima iz bliskoistočnih i dalekoistočnih arhitektura. Palača je bila okružena poznatim regentskim vrtovima uz mješovito grmlje i cvijeće, te uredno uređenim travnjacima. 
Također, Đurina ljubav prema jahanju je dala povod za izgradnju obližnje štale u obliku kupole sa staklenim i olovnim svodom. 
Viktorija, kraljica Ujedinjenog Kraljevstva, nalazila je Brighton prenapučen u vrijeme odmora i odlučila je ljetovati na otoku Wight, a Kraljevski paviljon je prodan gradu Brightonu za 53.000 £ 1850. god. Grad je paviljon koristio za gradska vijeća, a kupolasta štala je pretvorena u koncertnu dvoranu. Tijekom Prvog svjetskog rata, od 1914. do 1920., Kraljevski paviljon je pretvoren u bolnicu za vojne ranjenike s preko 720 kreveta.
Poslije Drugog svjetskog rata, grad Brighton je uložio mnogo vremena i novaca da obnovi Kraljevski paviljon u izgled iz vremena kralja Đure. Kraljica Elizabeta II. je podržala ovaj projekt trajno posudivši preko 100 komada namještaja iz kraljevske kolekcije. Danas je Kraljevski paviljon velika turistička atrakcija koju posjeti oko 400.000 posjetitelja svake godine.